# Bötzow
Bötzow è una frazione del comune tedesco di Oberkrämer, nel Brandeburgo.

Conta (2007) 2.912 abitanti.

## Storia
Bötzow, fino al 1694 Cotzebant, fu nominata per la prima volta nel 1355.

Costituì un comune autonomo fino al 2002.

### Stemma
Lo stemma di Bötzow è così definito: